# Schlacht um Jassini
1914

Maziúa – Njassasee – Karonga – Sansibar – Rufijidelta – Kilimandscharo – Tanga
1915

Jassini – Bukoba – Tanganjikasee  – Saisi
1916

Oldoboro (Salaita) – Reata-Latema – Tabora Offensive (Tabora) – Kahe – Kondoa Irangi – Matamondo – Kilosa – Mlali – Dutumi – Kisaki – Kibata
1917

Behobeho – Nambanje – Kiawe Brücke – Rumbo – Mahiwa – Mahenge – Ngomano
1918

Namacurra – Lioma – Pere Hills
Die Schlacht um Jassini war eine militärische Auseinandersetzung zwischen Großbritannien und dem Deutschen Reich während des Ersten Weltkrieges. Sie fand zwischen dem 18. und 19. Januar 1915 beim ostafrikanischen Küstenort Jassini (heute in Tansania) statt.

## Hintergrund
Seit Anfang August 1914 bestand der Kriegszustand zwischen Deutschland und Großbritannien, der sich trotz der Neutralitätsbestimmungen der Kongoakte auch auf die Kolonien ausdehnte. Nach der Schlacht bei Tanga zogen die Briten eine Brigade an der Grenze im Nordosten der Kolonie zusammen. Im Januar besetzten sie den Küstenort Jassini und bedrohten die für den deutschen Nachschub bedeutsame Nordbahn und die in 50 km Entfernung gelegene Stadt Tanga.
Die Briten hatten in der Gegend 2.500 Mann zusammen gezogen. Jassini diente als vorgeschobener Posten, wo drei Kompanien Infanterie, etwa 300 Inder, unter dem Kommando von Oberstleutnant Raghbir Singh stationiert waren. Im Wesentlichen bestand die Besatzung aus zwei Kompanien der Jammu and Kashmir Rifles, einer Kompanie der 101st Grenadiers sowie einem MG-Zug der King’s African Rifles. Das Gros der Briten stand nördlich von Jassini verstreut.
Der Kommandant der Schutztruppe, Oberstleutnant Paul von Lettow-Vorbeck, entschied sich, präventiv gegen diese Bedrohung vorzugehen. Hierzu setzte er die Schutztruppe ab dem 16. Januar in Marsch auf Jassini. Am 17. Januar Abends standen neun Kompanien mit 1.300 Mann, vier Geschützen und 23 MG elf Kilometer südlich des Ortes. Der Befehl zum Angriff sah vor, bei Anbruch des nächsten Tages mit jeweils zwei Kompanien den Ort westlich und östlich zu umfassen und nach Norden abzusichern. Das Gros sollte von Süden frontal auf Jassini vorrücken.

## Die Schlacht
Der deutsche Aufmarsch war den Briten verborgen geblieben. Die Besatzung des Ortes wurde vom deutschen Angriff komplett überrascht, als sie noch vor Anbruch des Tages zuerst mit dem vorrückenden rechten Flügel der Deutschen in Kontakt kam. Innerhalb kürzester Zeit wurde überall gekämpft, die Umfassung des Ortes gelang aber. Die Schutztruppe musste sich in den folgenden Stunden bei großer Hitze mühsam durch die Jassini umgebende Kokos-Plantage der Deutsch-Ostafrikanischen Gesellschaft durchkämpfen, in der Sisal gepflanzt war. Sie stieß dabei auf größeren Widerstand als erwartet. Die Deutschen hatten die Anzahl der Gegner unterschätzt. Außerdem hatten sich die Inder in einem Grabensystem hervorragend verschanzt. Ihr gezieltes Feuer forderte schnell Verluste bei der Schutztruppe, die ihrerseits den Gegner nicht zu Gesicht bekam. Der Angriff blieb bis zum Mittag einige hundert Meter um die Stellungen der Briten stecken und Munition und Wasser wurden knapp. Nur wegen der beharrlichen Führung Lettow-Vorbecks, der trotz der schwierigen Lage auf eine Fortführung des Gefechts bestand, wurde der Kampf nicht abgebrochen.
Im Lauf des Tages kam es zu mehreren unkoordinierten britischen Entsatzversuchen aus dem Norden, die aber allesamt aufgrund der besseren Ausrüstung der Deutschen mit MG zurückgeschlagen wurden. Auch die britische Unterstützung von See aus blieb wirkungslos. Die Deutschen erhielten nun aus dem Süden den dringend benötigten Nachschub an Munition. Wasser wurde aus den Kokosnüssen der Plantage gewonnen. Gegen 16.30 Uhr versuchten die Briten einen Ausbruch aus Jassini, der aber zurückgeschlagen wurde. Mit Einsetzen der Dunkelheit ebbten die Kämpfe ab. Die Deutschen blieben in ihren Positionen, schoben aber die Artillerie näher an die gegnerischen Stellungen heran.
Am nächsten Morgen versuchten die Briten einen weiteren Ausbruch, der aufgrund der besseren Wirkung der Artillerie wiederum misslang. Ohne Hoffnung auf Entsatz ergab sich kurz darauf die restliche Besatzung des Ortes. Lettow-Vorbeck gratulierte den gefangenen britischen Offizieren für ihre Tapferkeit.

## Folgen
Der britische Plan, Tanga von Land aus einzunehmen, war zunächst vereitelt worden. Die britischen Verluste waren bedeutend. Auf dem Schlachtfeld wurden über zweihundert zurückgelassene Tote gezählt, darunter der Kommandeur von Jassini, Singh. Je nach Quelle werden 500- 700 tote und verwundete Briten genannt. Hinzu kommen über dreihundert Gefangene, wobei die britischen Offiziere gegen Ehrenwort entlassen wurden. Außerdem wurde eine große Menge an Ausrüstung und Material von den Deutschen erbeutet, darunter 90.000 Schuss der dringend benötigten Munition und ein MG.
Die Schutztruppe erzielte nach Tanga einen weiteren großen Erfolg, der jedoch teuer erkauft war. Sie hatte 86 Tote, davon 58 Askari, und über 200 Verwundete zu beklagen. Zudem verlor die Truppe ein siebtel ihres Bestandes an Offizieren, darunter den stellvertretenden Kommandeur der Schutztruppe, Major Keppler und den persönlichen Adjutanten Lettow-Vorbecks, Hauptmann Hammerstein. Lettow-Vorbeck wurde leicht am Arm verletzt. Insgesamt waren über 200.000 Schuss Munition verbraucht worden, was durch die erbeutete Munition nicht ausgeglichen werden konnte.
Im Nachgang setzte sich trotz des Erfolgs bei Lettow-Vorbeck die Erkenntnis durch, dass solche großangelegten Unternehmen aufgrund des mangelnden Nachschubs künftig nicht mehr leistbar waren. Die Schutztruppe ging deshalb in der folgenden Zeit in ihren Operationen auf die Guerillataktik über.
Aufgrund Wassermangels und ständigem Beschuss der britischen Marine von See aus musste die Schutztruppe im Verlauf der folgenden Wochen Jassini wieder räumen.